# Байтул Мукаррам

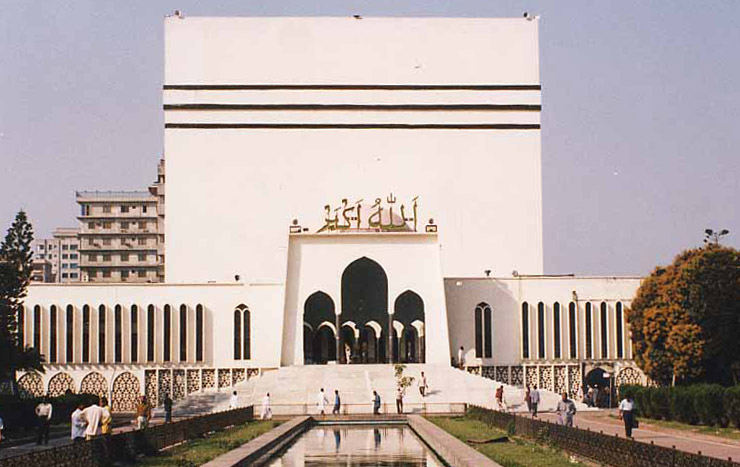
Національна мечеть Байтул-Мукаррам, Дакка, Бангладеш

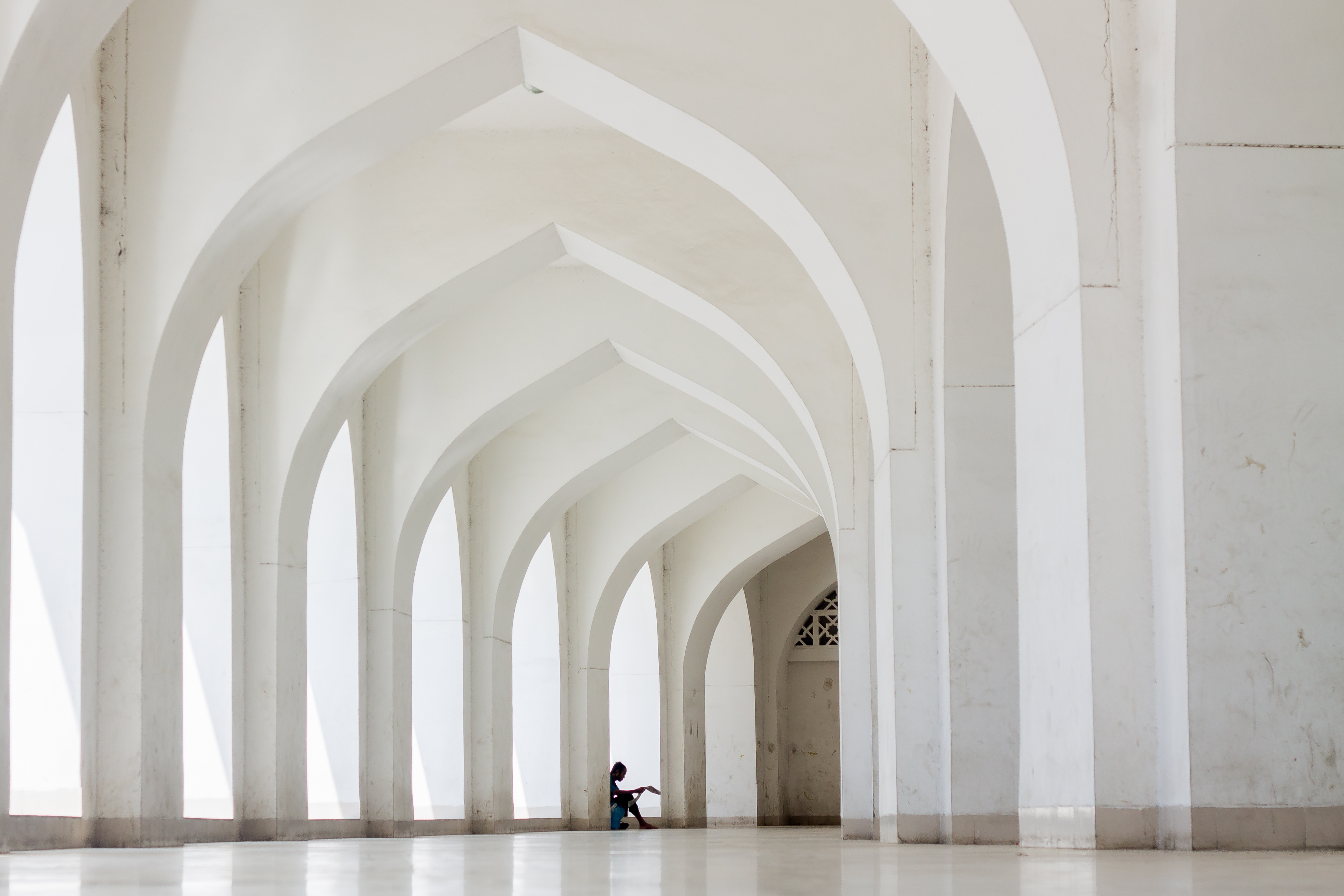
Вид всередині мечеті

Байтул-Мукаррам (бенг. বায়তুল মুকাররাম, араб. بيت المكرّم — «Святий дім») — національна мечеть Бангладеш. Розташована в місті Дакка, Бангладеш. Будівництво велося у 1960-1968.
Комплекс розроблений архітектором Абдул Хуссейном Таріані. Має кілька сучасних архітектурних особливостей, і в той же час ці нововведення зберігають традиційні принципи мечетей. Подібність відомої мечеті Кааба в Мецці робить Байтул-Мукаррам унікальною мечеттю в Бангладеш.
У 2008 мечеть розширена за рахунок пожертв уряду Саудівської Аравії.